# Ixil

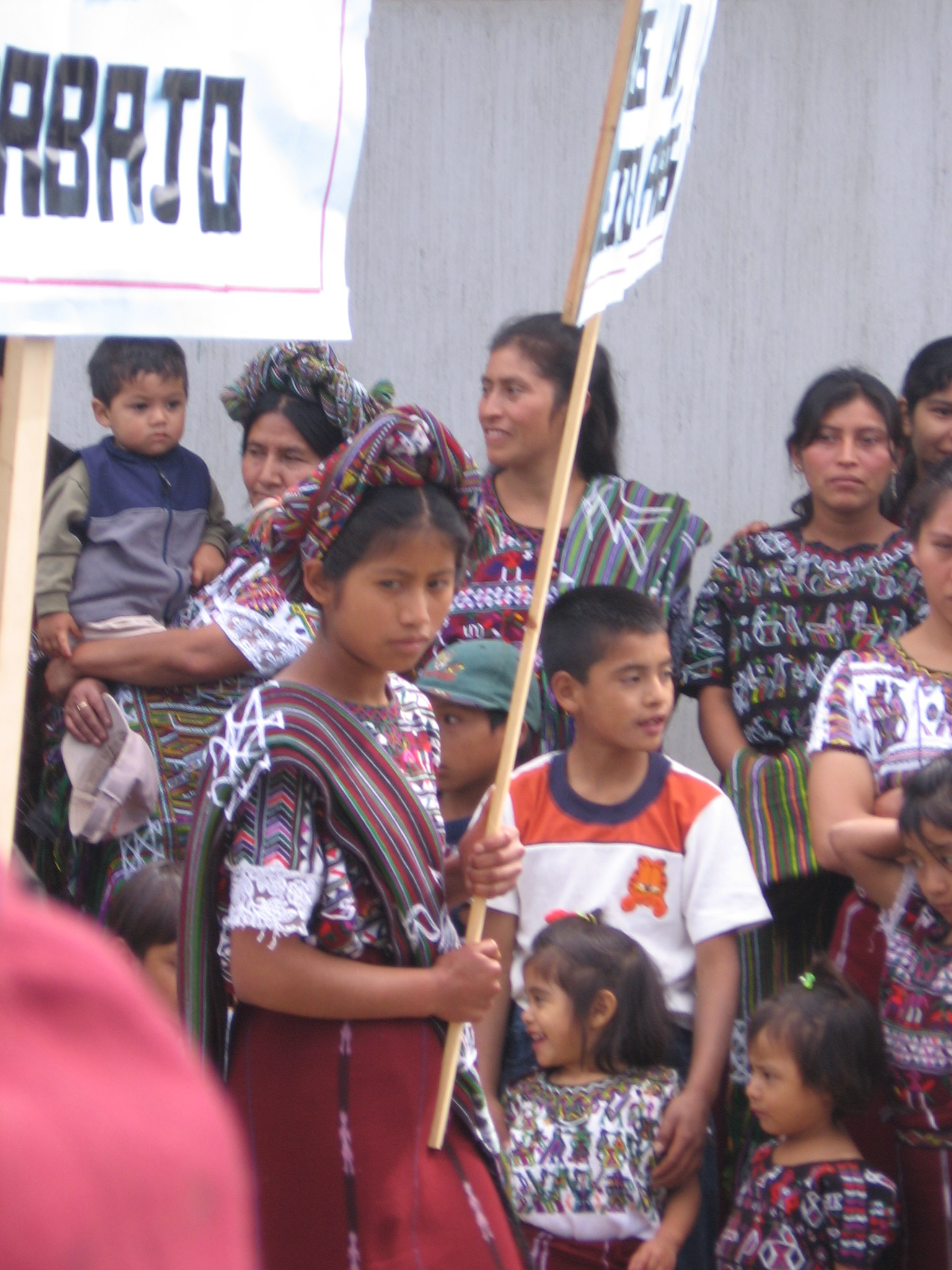
Fiesta in Santa Maria Nebaj

Die Ixil sind ein indigenes Volk in Guatemala, dem knapp 100.000 Menschen angehören. Sie gehören zur Großgruppe der Maya und leben im Departamento Quiché insbesondere in den Gemeinden Santa María Nebaj, San Gaspar Chajul und San Juan Cotzal im nordwestlichen Hochland Guatemalas. Die Region wurde früher nach diesen drei Ixil-Städten auch „Ixil-Dreieck“ (triángulo ixil) genannt. Dieser Begriff wurde vom Militär benutzt und ist deshalb heute unerwünscht. Heute sagt man „area ixil“ (Ixil-Gebiet). Die Ixil-Sprache zählt zum Quiché-Mam-Zweig der Maya-Sprachen.

## Jüngere Geschichte
In den 1970er und 1980er Jahren war das Gebiet der Ixil wichtiger Kriegsschauplatz im Guatemaltekischen Bürgerkrieg, wobei die Militärregierungen durch eine Politik der „Verbrannten Erde“ (tierra arrasada) den Aufständischen den Boden zu entziehen suchten. Besonders unter der Diktatur von General Efraín Ríos Montt kam es zu schweren Massakern, bei denen ein Sechstel der Ixil-Bevölkerung ums Leben kam. Die Interessenvertretung der indigenen Völker Waqib Kej schrieb 2011 einen Brief an die UN, die Pérez Molina vorwarfen, aktiv am Völkermord, der Folter und der Zerstörung etlicher Dörfer beteiligt gewesen zu sein. 2013 verpflichtete der Oberste Gerichtshof Guatemalas die Regierung, sich bei den Ixil zu entschuldigen, und bezeichnete das Vorgehen während des Bürgerkrieges als Völkermord.